# 上郭城址
上郭城址，位于山西省运城市闻喜县桐城镇上郭村。
2006年5月25日，上郭城址公布为第六批全国重点文物保护单位，古遗址类，年代周至汉，编号6-22。2020年发现面积40余万平方米的东周古城，系晋国国都曲沃遗址。